# 新垣望
新垣 望（あらがき のぞみ、1985年 - ）は、日本の囲碁インストラクターである。
日本棋院東京本院所属の新垣武九段の次女として1985年に東京に生まれ、5歳から囲碁を始めた。また、藤村女子中学校・高等学校在学中には囲碁部に所属した。
1999年、日本棋院院生となり、2003年に卒業した。スカイパーフェクTV!・囲碁将棋チャンネルには2004年から記録係として出演、翌2005年からは聞き手として出演した。
新垣の実姉である新垣未希も囲碁インストラクターであり、共同でブログ『未希＆望の囲碁Blog』を公開していたこともあるほか、 スカパーHDの番組、『街角囲碁教室 -新垣姉妹と楽しく学ぼう』には姉妹で出演している。